# 후회 (1987년 영화)
후회(Monanieba, Repentance)는 소련에서 제작된 텐기즈 아불라제 감독의 1984년 영화이다. 메랍 니니트쩨 등이 주연으로 출연하였다.
영화는 1984년 제작되었으나 스탈린주의의 비평으로 인해 소련에서 개봉이 금지되었다. 1987년 칸 영화제에서 초연되었고 국제영화비평가연맹상, 그랑프리 등의 상을 수상했다.

## 출연

### 주연
- 메랍 니니트쩨

## 제작진
- 미술: Georgi Mikeladze